# Finn Flare
FINN FLARE ([fɪn] [flɛr], [фин] [флер] — рус.) — международная торговая сеть магазинов одежды и аксессуаров в стиле copencore и casual для женщин и мужчин. Торговая марка FINN FLARE была зарегистрирована в 1965 году в Финляндии.
С 2006 года президентом компании является бывший директор московского представительства FINN FLARE Ксения Рясова, сменив на этом посту Раймо Аалтонена. Компания владеет собственной и партнёрской сетью, насчитывающей более 100 магазинов на территории России, Казахстана, Беларуси.

## История

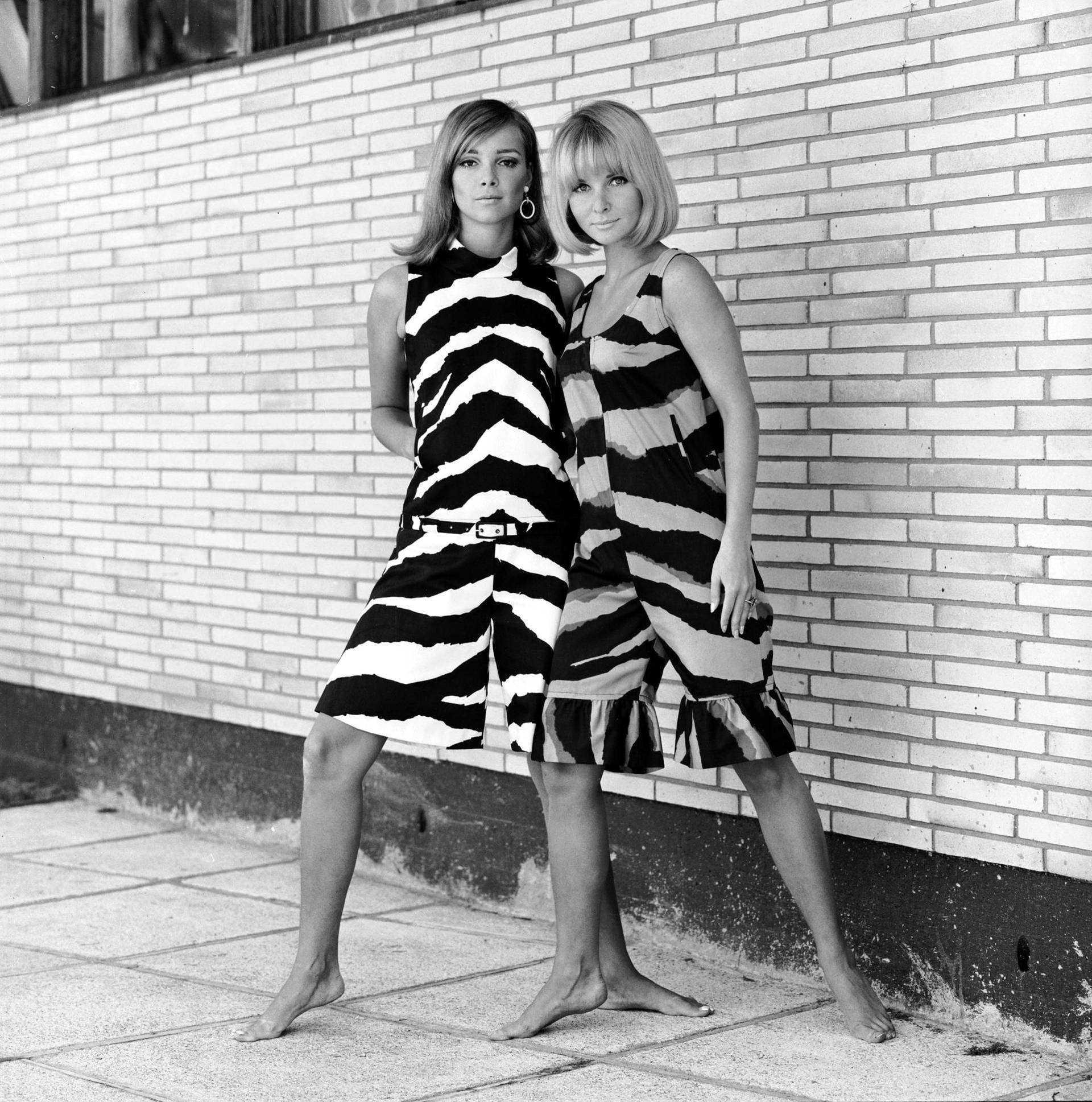
Модели Пиа Кристиансен и Марьятта Сарпанева (Свенневиг в девичестве) позируют в нарядах Finn-Flare, 1966 год.

В 1960 году в небольшом городе Сало на юго-западе Финляндии было основано производство «Салон Ленинкитукку». Спустя пять лет компания зарегистрировала торговую марку FINN FLARE и выпустила первую коллекцию одежды. Участие в престижных международных выставках — Igedo в Германии и Copenhagen Fashion Week — позволило компании расширить свою деятельность и начать экспорт продукции за рубеж: в Германию, Нидерланды, Австрию, Швейцарию, США и СССР.
В 1974 компания вышла на рынок Советского Союза, начав с ним активное торговое сотрудничество. В то время дефицитная финская одежда FINN FLARE продавалась в сети магазинов «Берёзка» и закрытой секции ГУМа. В СССР одежда FINN FLARE была очень популярна — первый заказ был на 100 тыс. изделий, обороты исчислялись миллионами финских марок.
В 2000 году компания FINN FLARE вышла на перспективный рынок России и СНГ. Если в родной Финляндии и странах Скандинавии коллекции были представлены в крупных универмагах, то на новых рынках было решено развивать сеть фирменных магазинов FINN FLARE. В 2003 году в Москве открываются первый фирменный магазин и российское дизайн-бюро. Один за другим появляются магазины во всех регионах России и Казахстана.
Сегодня FINN FLARE — это более 100 магазинов в России и Казахстане, собственное дизайн-бюро и экспериментальный цех в Москве. В основе подхода FINN FLARE к созданию одежды лежит забота о клиенте. Высокое качество материалов, внимание к деталям, продуманный дизайн — бренд предлагает комфортную технологичную одежду для тех, кто ведет активный образ жизни.

### Хронология
- 1960 — Основана фабрика FINN FLARE в небольшом финском городке Сало, первоначально именовавшаяся «Салон Ленинкитукку».
- 1965 — Зарегистрирована торговая марка FINN FLARE и выпущена первая коллекция одежды под этой маркой. Начинается экспорт продукции Finn Flare в Германию, Нидерланды, Австрию, Швейцарию, США.
- 1974   — FINN FLARE выходит на рынок СССР. Продукция компании продается в магазине «Березка» и закрытой секции ГУМа.
- 1997 —  На выставке CPD в Дюссельдорфе Ксения Рясова знакомится с владельцем FINN FLARE Раймо Аалтоненом и договаривается о совместном сотрудничестве.
- 1999 —  Ксения Рясова открывает мультибрендовые магазины «Люди в новом», где была представлена марка FINN FLARE
- 2003 — Открытие первого фирменного магазина в Москве. Создание российского дизайн-бюро.
- 2006 — Президентом компании становится бывший директор московского представительства FINN FLARE Ксения Рясова, сменившая на этом посту Раймо Аалтонена.
- 2011 — FINN FLARE — сеть, насчитывающая более 130 магазинов в России, Казахстане и Беларуси.
- 2012 — Начался процесс ребрендинга сети[2], открыты магазины в новом формате.
- 2017 — Компания начинает сотрудничество с известным российским дизайнером Игорем Чапуриным[3]. Создано две капсульные коллекции: весна-лето 2017 и осень-зима 2017-2018. Показ осенней коллекции прошёл на Mercedes-Benz Fashion Week. FINN FLARE представлен на европейских интернет-площадках Amazon, Otto и Zalando. Сеть начинает реконцепцию магазинов в рамках программы ребрендинга[4], подготовленной лондонским агентством Future Brand.
- 2020 — FINN FLARE представил осенне-зимнюю коллекцию, созданную совместно с креативным директором Даниилом Бергом[5].
- 2022 — FINN FLARE владеет собственной и партнёрской сетью, насчитывающей более 100 магазинов на территории в России, Казахстане и Беларуси.
- 2023 — Представлено новое позиционирование, айдентика и визуальный стиль бренда.[6][7][8] [9][10]. Открытие магазинов в новом архитектурном концепте.

## Собственники и руководство
- Ксения Рясова — президент компании FINN FLARE.[11]

Ксения Рясова родилась в Москве в семье инженеров. В начале 90-х три года прожила во Вьетнаме, где хорошо изучила местный производственный рынок и обрела опыт торговли одеждой на вещевых рынках Москвы. После возвращения из Азии начала самостоятельно разрабатывать дизайн и размещать заказы на её изготовление на лучших фабриках Вьетнама. В 1996 году в Германии познакомилась с владельцем популярной в советские времена финской марки FINN FlARE Раймо Аалтоненом. В 1997 году начала совместную с Аалтоненом работу. Созданное Ксенией Рясовой российское дизайн-бюро занялось созданием моделей, дополнявших основную коллекцию. В то время марка наряду с Gas, Murphy&Nye,  Superga, Killer Loop, Minardy была представлена в мультибрендовых магазинах «Люди в Новом», принадлежавших Ксении Рясовой.
В 2002 году Ксения Рясова полностью сосредоточилась на продвижении монобрендовых магазинов FINN FLARE.
- Раймо Аалтонен — внёс существенный вклад в развитие компании FINN FLARE.

Родился в городе Сало (Финляндия). После окончания Института коммерции в 1969 году начал свою карьеру в должности экспорт-менеджера компании FINN FLARE. Первый крупный контракт на экспорт спортивных костюмов FINN FLARE Раймо Аалтонен подписал в 1974 году с СССР, и именно благодаря его деятельности Советский Союз на протяжении почти 20 лет оставался одним из главных клиентов компании. В качестве экспорт-менеджера Раймо Аалтонен смог добиться выгодных контрактов на поставку продукции крупным заказчикам из Германии, Великобритании, Франции, Нидерландов, Швейцарии, Австрии, Канады, США. В 1980 году занял должность управляющего директора FINN FLARE, а в 1991 году выкупил компанию у семьи основателя. В 2006 году передал права на марку FINN FLARE финской компании Ruveta OY. Состав акционеров нового правообладателя не раскрывается, однако президентом и председателем совета директоров Ruveta OY стала Ксения Рясова. По некоторым данным, она является одним из акционеров компании (впрочем, сама Рясова эту информацию опровергает).

## Благотворительность
Компания оказывает поддержку Паралимпийской сборной России, спартакиаде детей-инвалидов. FINN FLARE помогает детскому дому-интернату «Южное Бутово», выступает спонсорами различных фестивалей, участвует в благотворительных аукционах и прочее.

## Награды
- Компания FINN FLARE дважды удостаивалась премии «Товар Года» в РФ: в 2005 году она получила награду в номинации «Вклад в развитие региональной сети», а в 2006 году завоевала золотую статуэтку в специальной номинации «Эффективное развитие бизнеса и неизменно высокое качество».
- В 2007 году бренд FINN FLARE получил почётную премию «Золотые сети» в номинации «Одежда»
- 3 июля 2012 года в Конгресс-центре Торгово-промышленной палаты РФ состоялось награждение лауреатов III Ежегодной Премии «Права потребителей и качество обслуживания». Победитель в номинации «Розничная торговля: Одежда и обувь».
- В 2017 году компания стала лауреатом премии "Народная Марка" в номинации "Сеть магазинов верхней одежды», заняв первое место по результатам голосования среди покупателей.